# 台东镇
台东镇 (Taitungtschen)，中华民国山东省青岛市旧区划名，位于胶州湾东岸现市北区中西部，青岛大港以东。台东镇是青岛要塞防线内界规划建设4个区域之一，也是2个华人劳工居住区之一。德租时期台东镇的范围大致是台东一路、清和路、台东六路与菜市一路的四边形合围区域。

## 地名来源
关于“台东”“台西”之名的来源，习惯性说法是：贮水山因明代建有烽火台而曾被称为“烽台岭（亦称风台岭）”，而台东、台西因地处烽台岭之东西两侧而得名。然而根据德租时期的手绘中文地图来看，“风台岭”被标注在今青岛山（“炮台山”）与贮水山之间的一个山丘上，而该山丘（根据德文地图高度在75-80米之间）的位置在青岛山北侧，胶宁高架、广饶路、登州路与青岛山山体的合围区域内，而非贮水山。至于“以烽台岭为界”“山上有明代烽火台”的说法，至今未找到可靠记载。

## 沿革
清帝国时代该地区原有一村庄名为杨家村，其位置大致在今道口路、姜沟路一带。村南有一条溪流，杨家村西面紧邻溪流有一玉皇庙。1899年秋，德属胶澳总督府在杨家村以北建设台东镇，后逐渐形成了中国人居住的市镇。1910年，德属胶澳总督府设置台东镇为德属胶澳保护领青岛市的四区之一。1929年9月，青岛市政府撤销台东镇，成立台东区。